# Клинтсон, Имант Янович
Клинтсон Имант Янович (латыш. Imants Klintsons; род. 13 января 1947, Рига) — советский и латышский борец греко-римского стиля, чемпион СССР, тренер, полицейский.

## Биография
Родился в 1947 году в Риге.
В 12 лет начал заниматься борьбой в спортивном обществе «Динамо» у Станислава Пурплиша и Кришьяняса Кундзиняса. После тренировался под руководством Хайма Когана.
Окончил Латвийский институт физической культуры.
С 1982 по 1998 год работал преподавателем в Латвийском университете. В течение пяти лет руководил Латвийской федерацией спортивной борьбы.  Позднее начал работать в полиции Рижского самоуправления, пенсионер. 

## Спортивные результаты
- Классическая борьба на летней Спартакиаде народов СССР 1967 года — 4;
- Чемпионат СССР по классической борьбе 1969 года — ;
- Чемпионат СССР по классической борьбе 1970 года — ;
- Классическая борьба на летней Спартакиаде народов СССР 1971 года — ;
- Чемпионат СССР по классической борьбе 1971 года — ;
- Чемпионат СССР по классической борьбе 1972 года — ;
- Чемпионат СССР по классической борьбе 1973 года — ;
- Чемпионат СССР по классической борьбе 1974 года — ;